# Herrenmühle (Celle)

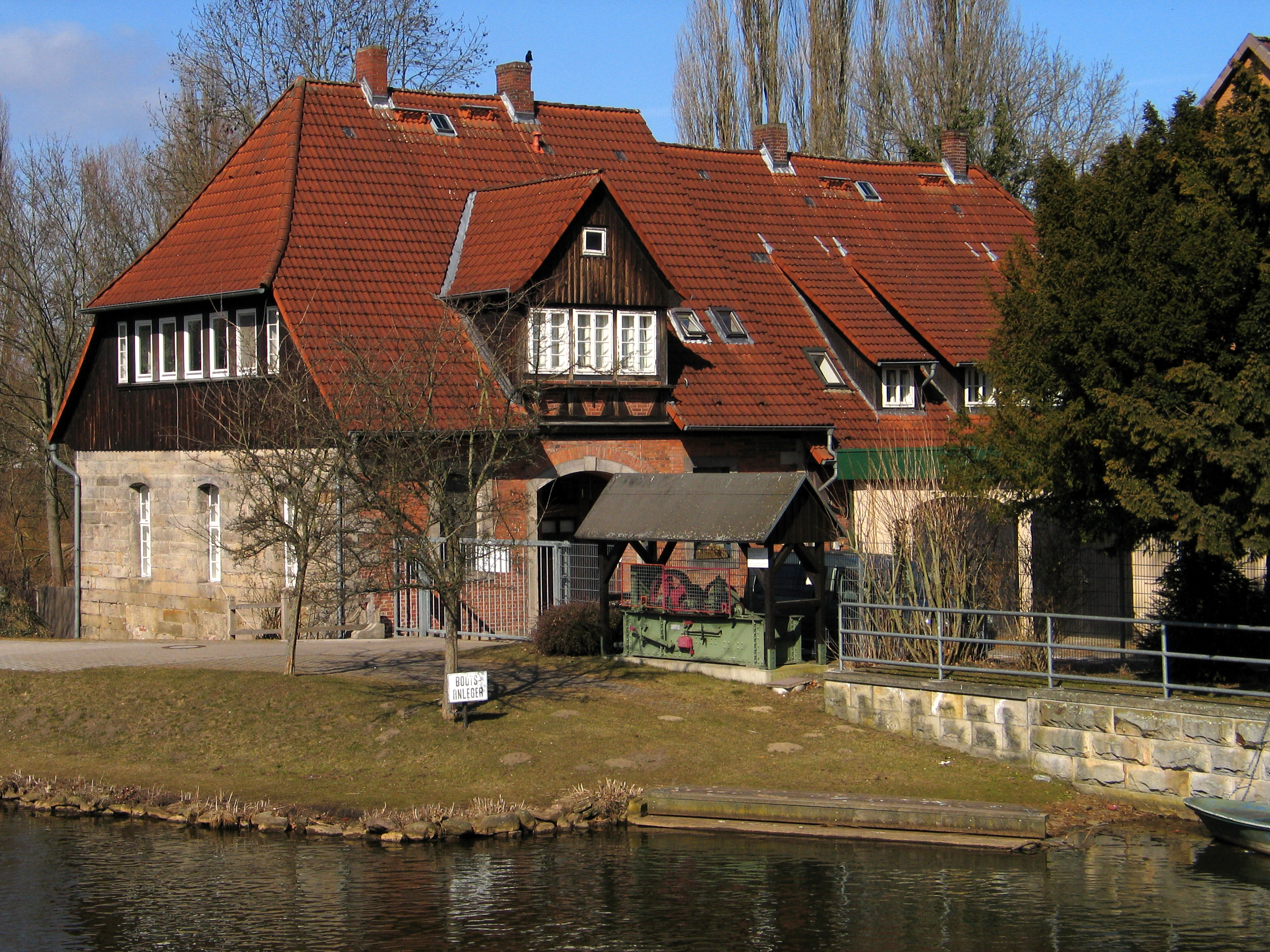
Die ehemalige Herrenmühle an der Aller mit der Adresse Torplatz 1

Die Herrenmühle in Celle ist eine denkmalgeschützte Wassermühle am Nordufer der Aller im Stadtteil Hehlentor aus dem Jahr 1616. Südlich der Mühle befindet sich eine in Betrieb befindliche Wehranlage.

## Geschichte

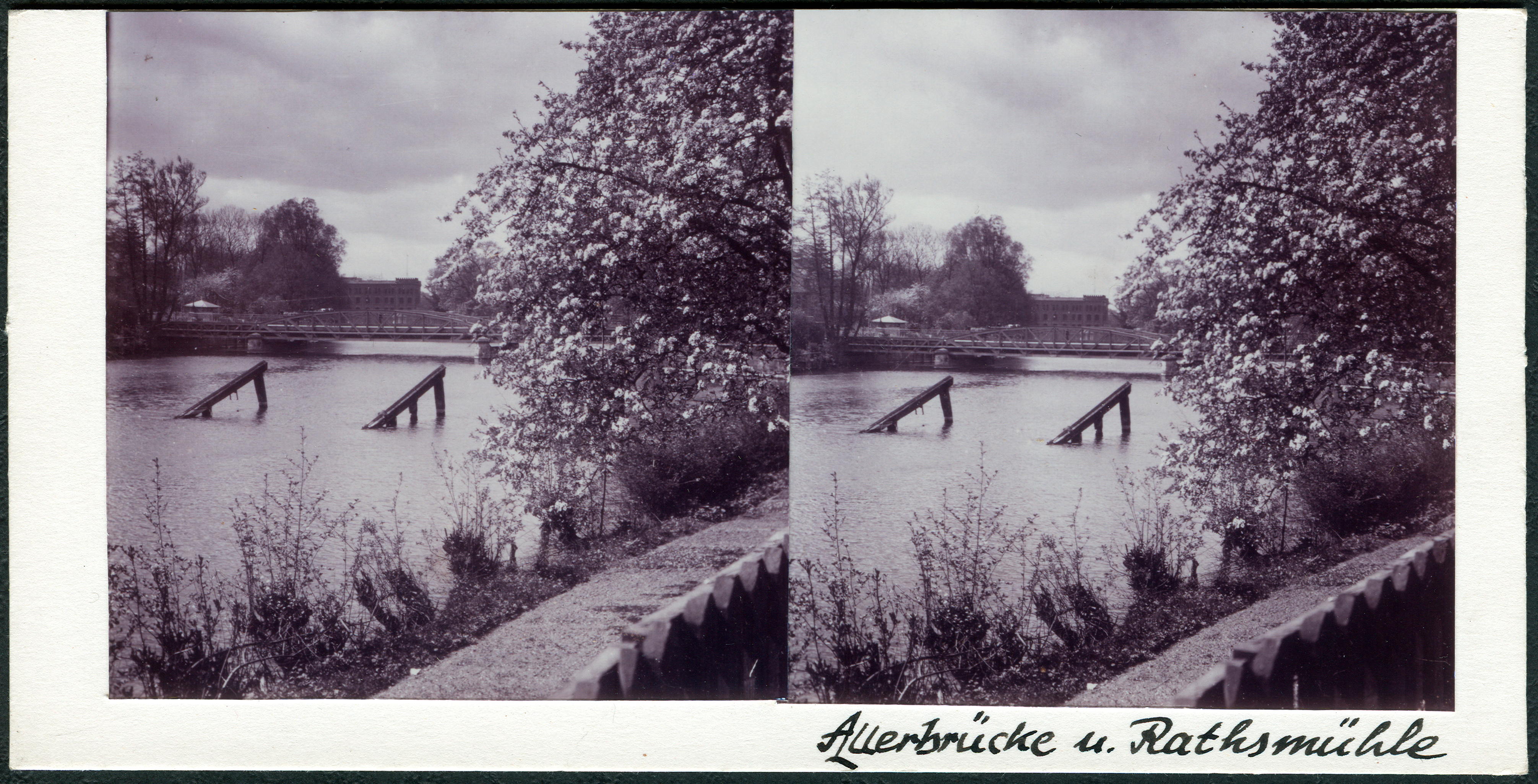
Blick vom Ufer der Aller bei der Herrenmühle über die damalige Hafenstraßenbrücke in Richtung Ratsmühle;
Stereoskopie von Otto Wolff, 1912

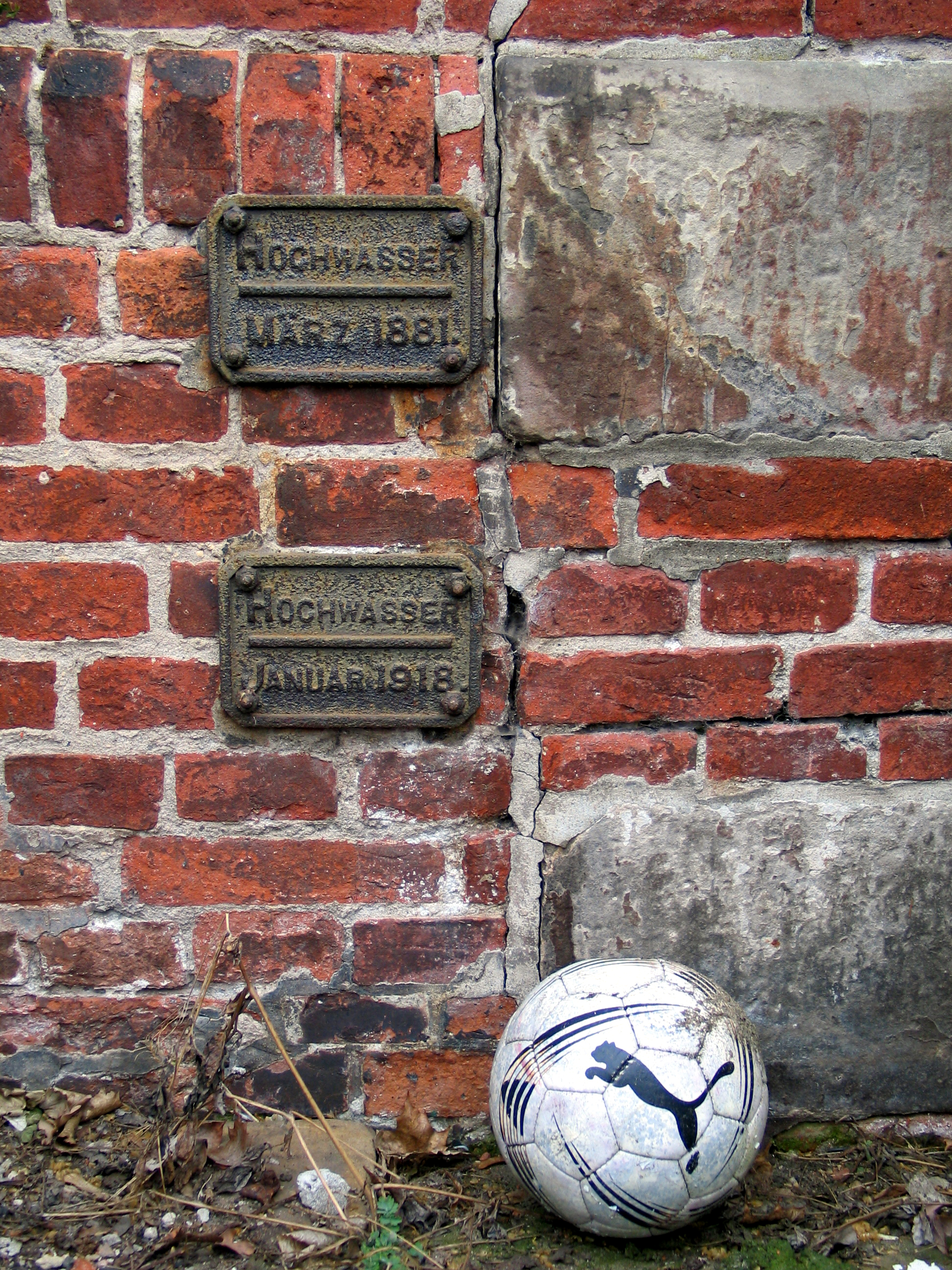
Wasserstandsmarken von 1881 und 1918 zur Erinnerung an zumindest zwei Hochwasser in Celle

Die Herrenmühle oder sogenannte Neue Mühle wurde 1616 nach der Rathsmühle von 1378 als zweite herrschaftliche Mühle in Celle von Herzog Christian erbaut. Bis 1900 wurde sie betrieben. Spätestens in der ersten Hälfte des 20. Jahrhunderts wurden im Gebäude Wohnungen vermietet. 1940 wurde für das Wasser- und Schifffahrtsamt Celle im Südteil des Gebäudes ein Kraftfahrzeugraum eingebaut, der auf der Ostseite über ein mittiges Segmentbogentor zugänglich ist.
Sowohl als herrschaftliche Gründung als auch unter bauhistorischem Aspekt ist die Herrenmühle ein bedeutendes Zeugnis für die Celler Stadtgeschichte. Zudem prägt sie durch ihre Lage an der Aller das Stadtbild. Aus diesen Gründen wurde die ehemalige Mühle am 21. Oktober 1988 als Einzelbaudenkmal geschützt.
Auf der der Unteraller zugewandten Seite der Herrenmühle zeugen Hochwassermarken vom März 1881 sowie vom Januar 1918 von den bisher statistisch alle 100 Jahre zu erwartenden Jahrhunderthochwassern in der Geschichte der Hochwasser in Celle.